# Mikel Torres
Mikel Torres Lorenzo (Portugalete, Vizcaya, 20 de julio de 1970) es un economista, profesor universitario y político español, actual vicelendakari segundo y consejo de Economía, Trabajo y Empleo del Gobierno Vasco. Entre 2008 y 2024, ejerció como alcalde de Portugalete y es desde 2014 secretario general del PSE-EE de Vizcaya.
Posee una licenciatura, un máster y dos doctorados en el campo de la Economía.

## Biografía
Nacido en Portugalete en 1970. Licenciado en Ciencias Económicas y Empresariales en la Universidad del País Vasco, rama de Empresariales, especialidad de Dirección de Personal y Recursos Humanos. Posteriormente cursó un máster en Finanzas por la Universidad del País Vasco con la tesina El impacto financiero del euro en las pymes vascas. Se doctoró en Economía con la tesis doctoral Cambios en las formas de intervención pública y dinámicas regionales en el contexto de la Unión Europea en 1998-2000. Se volvió a doctorar en Economía, obteniendo su segundo doctorado con la tesis Soluciones empresariales frente a nuevos retos internacionales en 2002-2004.
Ha sido director de Empleo, Formación y Desarrollo de Proyectos Empresariales del Centro de Empresas e Innovación (CEDEMI) y profesor de la Universidad del País Vasco en la Facultad de Ciencias Económicas y Empresariales de Sarriko (Bilbao).

## Trayectoria política
Se afilió con 14 años a las Juventudes Socialistas de Euskadi, de las que fue secretario general entre los años 1995 y 2000.
Ha participado en diferentes ejecutivas del PSE-EE y es el líder de los socialistas vizcaínos desde septiembre de 2014.
En el 2001 fue elegido secretario de Empleo y Formación de los socialistas vizcaínos, cargo que desempeñó hasta el año 2005, cuando es elegido secretario de Economía, Industria y Empleo de los socialistas vascos.
Desde 1995 es concejal del Ayuntamiento de Portugalete, donde desempeñó diversos cargos, como de teniente de alcalde y concejal delegado de Hacienda, Régimen Interior y Seguridad Ciudadana.
En mayo de 2008 es nombrado alcalde de Portugalete en sustitución de Mikel Cabieces. Es reelegido alcalde en 2011, 2015, 2019 y 2023, tras ganar sendas elecciones municipales.
Actualmente es el secretario general del PSE-EE de Vizcaya.